# أبان بن معاوية
أبان بن معاوية بن هشام بن عبد الملك (توفي 751م) هو أمير وقائد أموي قاد ثورة فاشلة ضد الخلافة العباسية بعد وقت قصير من الإطاحة بالخلافة الأموية عام 750م.

## سيرته
أبان هو ابن الأمير الأموي والقائد معاوية بن هشام وحفيد الخليفة هشام بن عبد الملك، انضم إلى عمه سليمان بن هشام، الذي انشق وتحالف مع الخوارج ضد الخليفة الأموي مروان بن محمد. وبعد هزيمة الخوارج، قاد فلول قواتهم، وانضموا إلى عبد الله بن معاوية في معقله في إصطخر. استطاع أمير بن دبارة والي مروان أن يأسر أبان، لكنه أطلق سراحه.
خلال الثورة العباسية، هزم العباسيون مروان ومعظم جيشه في معركة الزاب. وقاد أبو محمد السفياني ثورة ضد العباسيين في قنسرين وحمص، لكنه هُزم. ثم قام ابن شقيقه العباس بن محمد السفياني، بإثارة ثورة في حلب ضد عبد الله بن علي، ولكن قُمع أيضًا. وسار عبد الله بن علي شمالًا وسحق تمردًا في سامسات من قبل القوات الموالية للأموية في الجزيرة بقيادة إسحاق بن مسلم العقيلي.
تجمع بقايا الأمويين في الشام والجزيرة حول أبان. بينما كان عبد الله بن علي في غزوة ضد البيزنطيين عام 751م، سار أبان ضده، وعند سماع عبد الله بن علي بتحركات أبان، أرسل وحدات لاعتراضه. هرب جيش أبان، وهرب أبان إلى كيسوم بالقرب من سامسات، حيث تحصن. تخلى عبد الله بن علي عن الحملة البيزنطية لمواجهة أبان الذي هُزم وأسر. وقطعت يده وقدمه من خلاف، وطيف به في كور الشام، يُنادى على رأسه: "هذا أبان بن معاوية، فارس بني أمية".
استمرت الثورات المؤيدة للأموية في الأشهر التي تلت وفاة أبان، لكنها قُمعت جميعًا. نجا ابن أبان، عبيد الله، وهاجر في النهاية إلى عمه عبد الرحمن بن معاوية، الذي أسس إمارة قرطبة الأموية في الأندلس عام 756.